# Ludwig von Oettingen-Wallerstein

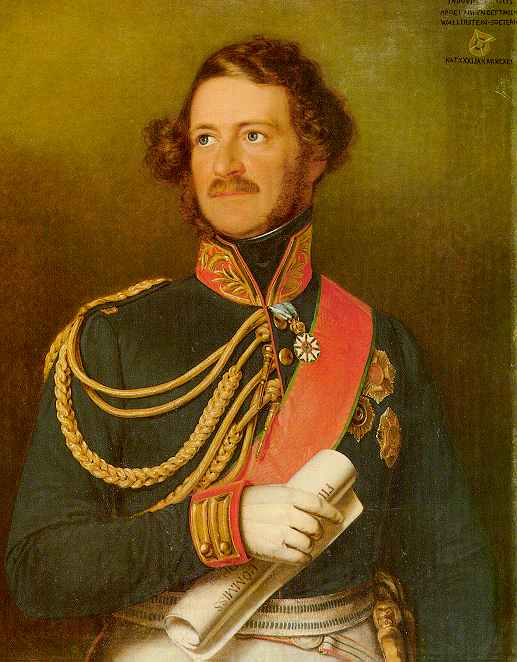
Ludwig von Oettingen-Wallerstein

Ludwig Kraft Ernst Fürst von Oettingen-Wallerstein, född 31 januari 1791 i Wallerstein, död 22 juni 1870 i Luzern, var en bayersk statsman.
Oettingen-Wallerstein tillhörde en gammal furstesläkt, efterträdde 1802 sin far och blev, sedan hans dittills suveräna lilla furstendöme 1806 mediatiserats, 1809 ärftlig bayersk överhovmästare. På lantdagarna 1819 och 1821 kritiserade han i riksrådens kammare byråkratin. Han förlorade därför 1823 sina värdigheter, vartill bidrog, att han samma år gift sig med sin trädgårdsinspektors dotter (han avstod då det forna furstendömet åt en yngre bror), men han återfick dem vid Ludvig I:s uppstigande på tronen (1825). 
Oettingen-Wallerstein blev 1831 inrikesminister och ministerpresident, avskedades 1838 efter en tvist med finansministern och gick då över till oppositionen samt råkade 1840 i konflikt med sin efterträdare Karl von Abel, varav följde en duell. På lantdagen 1845–46 angrep Oettingen-Wallerstein skoningslöst regeringens klerikala system. I november 1847 bildade han den så kallade "Lola-ministären", men avskedades 12 mars 1848. Först 1862 drog han sig, djupt skuldsatt, helt tillbaka från det politiska livet.